# Santa Maria in Via Lata (diaconia)
La diaconia di Santa Maria in Via Lata (in latino: Diaconia Sanctæ Mariæ in Via Lata) fu istituita intorno al 250 da papa Fabiano. Era un oratorio ricavato in un edificio commerciale che in epoca tarda aveva occupato i portici lungo la via Lata (a lungo erroneamente identificati con i Saepta Iulia) sul cui luogo, intorno al 700, sorse la basilica di Santa Maria in Via Lata (oggi via del Corso a Roma). Non si trattava di una diaconia regionale, ma di una delle quattro diaconie palatine i cui cardinali assistevano il papa nelle celebrazioni liturgiche. Ebbe un capitolo canonico fin dal 1144 e per lungo tempo fu la sede del protodiacono (il diacono più anziano).

## Titolari
- Xystus (? - 114/119 eletto papa), non essendo stata istituita come diaconia, non poteva averne il titolo, ma fu diacono in quello che, fino al 250, era un semplice oratorio)
- Adriano (prima del 772)
  - Teodorico, O.S.B.Cas. (1080 ? - 1095 ? nominato cardinale vescovo di Albano), pseudocardinale
- Gregorio, O.S.B. (1088 - 1099)
- Ugone da Alatri (1105 - 1112)
- Romualdo Guarna (circa 1112 - 1122)
- Uberto (1122 - circa 1125)
- Pietro Cariaceno (1125 - 1127)
- Guido Ghefucci da Città di Castello (dicembre 1127 - dicembre 1133 nominato cardinale presbitero di San Marco)
- Ubaldo (1133 - 1144 ? deceduto)
- Pietro (dicembre 1144 - 1148 ? deceduto)
- Gerardo Caccianemici (1149 - 1155 deceduto)
- Guglielmo Matengo, O.Cist. (dicembre 1155 - marzo 1158 nominato cardinale presbitero di San Pietro in Vincoli)
- Raymond des Arènes (febbraio 1158 - 1176 ? deceduto)
- Ardoino (marzo 1178 - 1182 ? deceduto)
- Soffredo (1182 - 1193 nominato cardinale presbitero di San Prassede)
- Pietro Capuano (20 febbraio 1193 - 1200 nominato cardinale presbitero di San Marcello)
- Vacante (1200 - 1205)
- Giovanni da Feratino (1205 - 1216)
- Tommaso da Capua (1216 - 13 giugno 1216 nominato cardinale presbitero di Santa Sabina)
- Vacante (1216-1244)
- Ottaviano degli Ubaldini (28 maggio 1244 - marzo 1273 deceduto)
- Vacante (1273-1278)
- Giacomo Colonna (1278 - 1297, deposto da papa Bonifacio VIII)[1]
- Luca Fieschi, dei Conti di Lavagna (2 marzo 1300 - 1306 nominato cardinale diacono dei Santi Cosma e Damiano)
- Giacomo Colonna, (riabilitato da papa Benedetto XI,[1] 2 febbraio 1306 - 14 agosto 1318 deceduto)
- Vacante (1318-1344)
- Nicolas de Besse (o de Bellefaye) (19 maggio 1344 - 5 novembre 1369 deceduto)
- Vacante (1369-1371)
- Pierre de la Vergne (o Veroche) (30 maggio 1371 - 6 ottobre 1403 deceduto)
  - Antoine de Challant (9 maggio 1404 - 19 marzo 1412 nominato cardinale presbitero di Santa Cecilia), pseudocardinale dell'antipapa Benedetto XIII
- Vacante (1403-1430)
- Domenico Capranica (8 novembre 1430 - maggio 1443 nominato cardinale presbitero di Santa Croce in Gerusalemme); in commendam (maggio 1443 - 14 agosto 1458 deceduto)
- Rodrigo Borgia, in commendam (agosto 1458 - 11 agosto 1492 eletto papa)
- Vacante (1492 - 1496)
- Juan de Borja Llançol de Romaní (24 febbraio 1496 - 17 gennaio 1500 deceduto)
- Pedro Luis de Borja Llançol de Romaní (5 ottobre 1500 - 7 dicembre 1503); in commendam (7 dicembre 1503 - 4 ottobre 1511 deceduto)
- Marco Cornaro (19 marzo 1513 - 14 dicembre 1523 nominato cardinale presbitero di San Marco)
- Alessandro Cesarini (14 dicembre 1523 - 31 maggio 1540 nominato cardinale vescovo di Albano)
- Nicolò Ridolfi (31 maggio 1540 - 31 gennaio 1550 deceduto)
- Innocenzo Cybo (28 febbraio 1550 - 14 aprile 1550 deceduto)
- Niccolò Gaddi (27 giugno 1550 - 20 novembre 1551); titolo pro hac vice (20 novembre 1551 - 16 gennaio 1552 deceduto)
- Guidascanio Sforza (9 marzo 1552 - 6 ottobre 1564 deceduto)
- Ippolito II d'Este (8 ottobre 1564 - 8 dicembre 1564 nominato cardinale presbitero di Santa Maria in Aquiro)
- Vitellozzo Vitelli (8 dicembre 1564 - 19 novembre 1568 deceduto)
- Innocenzo Ciocchi del Monte (3 dicembre 1568 - 2 novembre 1577 deceduto)
- Antonio Carafa (8 novembre 1577 - 12 dicembre 1583 nominato cardinale presbitero di Sant'Eusebio)
- Luigi d'Este (19 dicembre 1583 - 30 dicembre 1586 deceduto)
- Ferdinando de' Medici (7 gennaio 1587 - 28 novembre 1588 dimesso)
- Francesco Sforza (5 dicembre 1588 - 13 novembre 1617 nominato cardinale presbitero di San Matteo in Merulana)
- Odoardo Farnese, titolo pro hac vice (13 novembre 1617 - 3 marzo 1621 nominato cardinale vescovo di Sabina)
- Andrea Baroni Peretti Montalto (3 marzo 1621 - 5 maggio 1621 nominato cardinale presbitero di Sant'Agnese in Agone)
- Alessandro d'Este (5 maggio 1621 - 2 ottobre 1623 nominato cardinale presbitero di Santa Maria della Pace)
- Carlo Emmanuele Pio di Savoia (2 ottobre 1623 - 16 marzo 1626 nominato cardinale presbitero dei Santi Giovanni e Paolo)
- Maurizio di Savoia (16 marzo 1626 - 10 novembre 1642 dimesso)
- Antonio Barberini iuniore (10 novembre 1642 - 21 luglio 1653 nominato cardinale presbitero della Santissima Trinità al Monte Pincio)
- Giangiacomo Teodoro Trivulzio (21 luglio 1653 - 14 maggio 1655 nominato cardinale presbitero di Santa Maria del Popolo)
- Giulio Gabrielli (14 maggio 1655 - 6 marzo 1656 nominato cardinale presbitero di Santa Prisca)
- Virginio Orsini (6 marzo 1656 - 11 ottobre 1666 nominato cardinale presbitero di Santa Maria degli Angeli)
- Francesco Maidalchini (11 ottobre 1666 - 19 ottobre 1689 nominato cardinale presbitero di Santa Maria in Via)
- Niccolò Acciaiuoli (19 ottobre 1689 - 28 novembre 1689 nominato cardinale presbitero di San Callisto)
- Urbano Sacchetti (28 novembre 1689 - 22 dicembre 1693 nominato cardinale presbitero di San Bernardo alle Terme)
- Benedetto Pamphilj (22 dicembre 1693 - 22 marzo 1730 deceduto)
- Lorenzo Altieri (24 luglio 1730 - 3 agosto 1741 deceduto)
- Carlo Maria Marini (7 agosto 1741 - 16 gennaio 1747 deceduto)
- Alessandro Albani (10 aprile 1747 - 11 dicembre 1779 deceduto)
- Domenico Orsini d'Aragona (13 dicembre 1779 - 19 gennaio 1789 deceduto)
- Ignazio Gaetano Boncompagni-Ludovisi (30 marzo 1789 - 9 agosto 1790 deceduto)
- Gregorio Antonio Maria Salviati (29 novembre 1790 - 5 agosto 1794 deceduto)
- Vincenzo Maria Altieri (12 settembre 1794 - 7 settembre 1798 dimesso)
- Antonio Maria Doria Pamphilj (2 aprile 1800 - 31 gennaio 1821 deceduto)
- Fabrizio Dionigi Ruffo (27 giugno 1821 - 13 dicembre 1827 deceduto)
- Giuseppe Albani (28 gennaio 1828 - 3 dicembre 1834 deceduto)
- Tommaso Riario Sforza (19 dicembre 1834 - 14 marzo 1857 deceduto)
- Ludovico Gazzoli (19 marzo 1857 - 12 febbraio 1858 deceduto)
- Giuseppe Ugolini (15 marzo 1858 - 19 dicembre 1867 deceduto)
- Giacomo Antonelli (13 marzo 1868 - 6 novembre 1876 deceduto)
- Prospero Caterini (18 dicembre 1876 - 28 ottobre 1881 deceduto)
- Teodolfo Mertel (18 novembre 1881 - 24 marzo 1884 nominato cardinale presbitero di San Lorenzo in Damaso)
- Lorenzo Ilarione Randi (24 marzo 1884 - 20 dicembre 1887 deceduto)
- Joseph Hergenröther (1º giugno 1888 - 3 ottobre 1890 deceduto)
- Isidoro Verga (1º giugno 1891 - 22 giugno 1896 nominato cardinale presbitero di San Callisto)
- Luigi Macchi (30 novembre 1896 - 29 marzo 1907 deceduto)
- Vacante (1907-1911)
- Louis Billot, S.I. (30 novembre 1911 - 21 settembre 1927 dimesso)
- Vacante (1927 - 1937)
- Giuseppe Pizzardo, titolo pro hac vice (16 dicembre 1937 - 21 giugno 1948 nominato cardinale vescovo di Albano)
- Valerian Gracias, titolo pro hac vice (15 gennaio 1953 - 11 settembre 1978 deceduto)
- Władysław Rubin (30 giugno 1979 - 26 novembre 1990); titolo pro hac vice (26 novembre 1990 - 28 novembre 1990 deceduto)
- Edward Idris Cassidy (28 giugno 1991 - 26 febbraio 2002); titolo pro hac vice (26 febbraio 2002 - 10 aprile 2021 deceduto)
- Fortunato Frezza, dal 27 agosto 2022